# Canada Media Fund
Der Canada Media Fund (CMF; französisch: Fonds des Medias du Canada (FMC); deutsch: Medienfonds Kanada) ist eine öffentlich-private Partnerschaft, die am 1. April 2010 vom Department of Canadian Heritage (frz. Patrimoine canadien) und der kanadischen Kabelindustrie ins Leben gerufen wurde. Offizielle Mission des Canada Media Fund ist die „Förderung, Entwicklung und Finanzierung der Produktion kanadischer [Medien-] Inhalte und relevanter Anwendungen“.

## Finanzierung und Verwaltungsstruktur
Der Canada Media Fund finanziert sich, im Auftrag der Canadian Radio and Television Commission (CRTC), aus Beiträgen kanadischer Rundfunkvertriebsunternehmen (Broadcast Distribution Undertakings, kurz BDUs) sowie aus Fördergeldern der kanadischen Bundesregierung. Gemäß der CRTC müssen kanadische BDUs fünf Prozent ihrer Einnahmen in den Fonds einbringen.
Jährlich kommt es zu Förderungen im Gegenwert von rund 350 Millionen US-Dollar, die kanadischen Medienproduktionen und der kanadischen Medienbranche zugutekommen. Während politische Entscheidungen, Forschung und Kommunikation dem Canada Media Fund vorbehalten bleiben, obliegt die Verwaltung von Förderungsanträgen der zur Telefilm Canada gehörenden „CMF Program Administration“ (deutsch: CMF-Programmverwaltung).

## Geschichte
Die Gründung des Canada Media Fund wurde am 9. März 2009 vom damaligen kanadischen Kulturminister James Moore in einer Rede angekündigt und er nahm am 1. April 2010 seine Arbeit auf. Laut Moore würde der Fonds „mit Investitionen in Rundfunk und interaktive digitale Medien“ dazu beitragen, „die Wettbewerbsbedingungen in einer Zeit zu verbessern, in der sich die Branche im Strukturwandel befindet“ und „zur Schaffung von Arbeitsplätzen beitragen“. Der Fonds entstand aus der Fusion des Canadian Television Fund (CTF) und des Canada New Media Fund (CNMF).

## Geförderte Produktionen

### Encore+
Im Jahr 2017 startete der Canada Media Fund den YouTube-Kanal „encoreplusmedia“, kurz Encore+, in Zusammenarbeit mit Google Canada, Bell Media, BroadbandTV, Deluxe Toronto und Telefilm Canada.

### Fernsehserien
Zu den in Zusammenarbeit mit CMF bzw. FMC produzierten Formaten gehören:
- Total Drama (zuvor finanziert durch den CTF) (2012–2014)
- Animism: The Gods’ Lake (2013)
- Orphan Black
- Murdoch Mysteries (2010–2018)
- Kim’s Convenience (2013–2018)
- Baroness von Sketch (2011–2018)
- Letterkenny (2012)
- Schitt’s Creek (2014–2018)
- Vikings (2013–2018)
- Slasher (Staffel 2, 2011)
- Still Standing (Staffel 3)
- Stories of Our Elders (2018; basiert auf Webserie von 2014)

### Videospiele (Auswahl)
Videospiele die in Zusammenarbeit mit CMF bzw. FMC produziert wurden, sind:
- Consortium[15]
- My Singing Monsters
- Outlast
- Dead by Daylight
- The Long Dark[16]
- The Low Road[17]
- We Happy Few[18]
- Chariot[19]
- Jotun[20]
- The Messenger[21]